# 黑胃蛇綿鳚
黑胃蛇綿鳚，為輻鰭魚綱鱸形目绵鳚亞目绵鳚科的其中一種，分布於西北太平洋區的鄂霍次克海海域，屬深海底棲性魚類，棲息深度在水深425至1270公尺，體長可達22.7公分。

## 扩展阅读
維基物種上的相關：黑胃蛇綿鳚